# Norma Major
Norma Christina Elizabeth Major, Lady Major, DBE (12 de fevereiro de 1942), nascida Wagstaff e mais tarde Johnson, é a esposa de Sir John Major,  ex-primeiro-ministro britânico. Major tem sido uma grande apoiadora do Partido Conservador britânico.

## Biografia
Ela é a filha do falecido Norman Wagstaff e da falecida Edith Johnson, e nasceu Norma Christina Elizabeth Wagstaff,em Shropshire, enquanto seu pai estava lá estacionado. Ele foi morto em um acidente de moto poucos dias após o fim da Segunda Guerra Mundial, quando Norma tinha três anos, e sua mãe, posteriormente, mudou o nome da família de volta para seu nome de solteira, de modo que ela foi chamada Norma Johnson a partir de então.
Norma foi educada em um colégio interno em Bexhill-on-Sea, Oakfield Preparatory School em Dulwich, e na Peckham School for Girls onde foi head girl. Ela era uma costureira habilidosa e treinada como professora, trabalhando em St Michael and All Angels Church of England School, Camberwell . Ela também foi membro do setor jovem do Partido Conservador.
Em uma reunião do Partido Conservador durante a campanha para as eleições do Conselho da Grande Londres, em 1970, foi apresentada a John Major por Peter Golds, um agente do partido. Eles se casaram em 3 de outubro de 1970.
Os Majors têm um filho, James Major, e uma filha, Elizabeth Major. Ela se manteve distante dos holofotes em seu período como esposa do primeiro-ministro (novembro de 1990 a maio de 1997), fazendo trabalho de caridade e escrevendo dois livros, Chequers: The Prime Minister's Country House and its History (1997) e Joan Sutherland: The Authorised Biography (1994).
Foi, em 1993, o tema de uma biografia não autorizada, mas bem recebida: Norma – A Biography, do jornalista Tim Walker, do Daily Telegraph.
Em junho de 1999 foi nomeada Dama Comandante da Ordem do Império Britânico (DBE) nas honras de aniversário da Rainha, em reconhecimento do seu trabalho de caridade. Major apoiava a Royal Mencap Society e ajudou a levantar £6 milhões para a instituição de caridade.

## Títulos de nascimento
Os títulos aquiridos por Norma Major, desde seu nascimento, são:
- Senhorita Norma Wagstaff (1942-1945)
- Senhorita Norma Johnson (1945-1970)
- Senhora John Major (1970-1999)
- Dama Norma Major, DBE (1999-presente)
- A Muito Honorável Lady Major, DBE (2005-presente)

Norma Major é uma Dama Comandante da Ordem do Império Britânico e é referida como Dame Norma Major em documentos legais. Como a esposa de um cavaleiro da Ordem da Jarreteira, ela pode usar também o título de cortesia de "Lady" como um prefixo para seu sobrenome, desde que use o sobrenome de seu marido. Embora este título a coloque em maior ordem de precedência que o de dama, ela prefere aquele por tê-lo adquirido em seu próprio direito.